# Vitešinec
Vitešinec is een plaats in de gemeente Ivanec in de Kroatische provincie Varaždin. De plaats telt 98 inwoners (2001).